# Källsortering

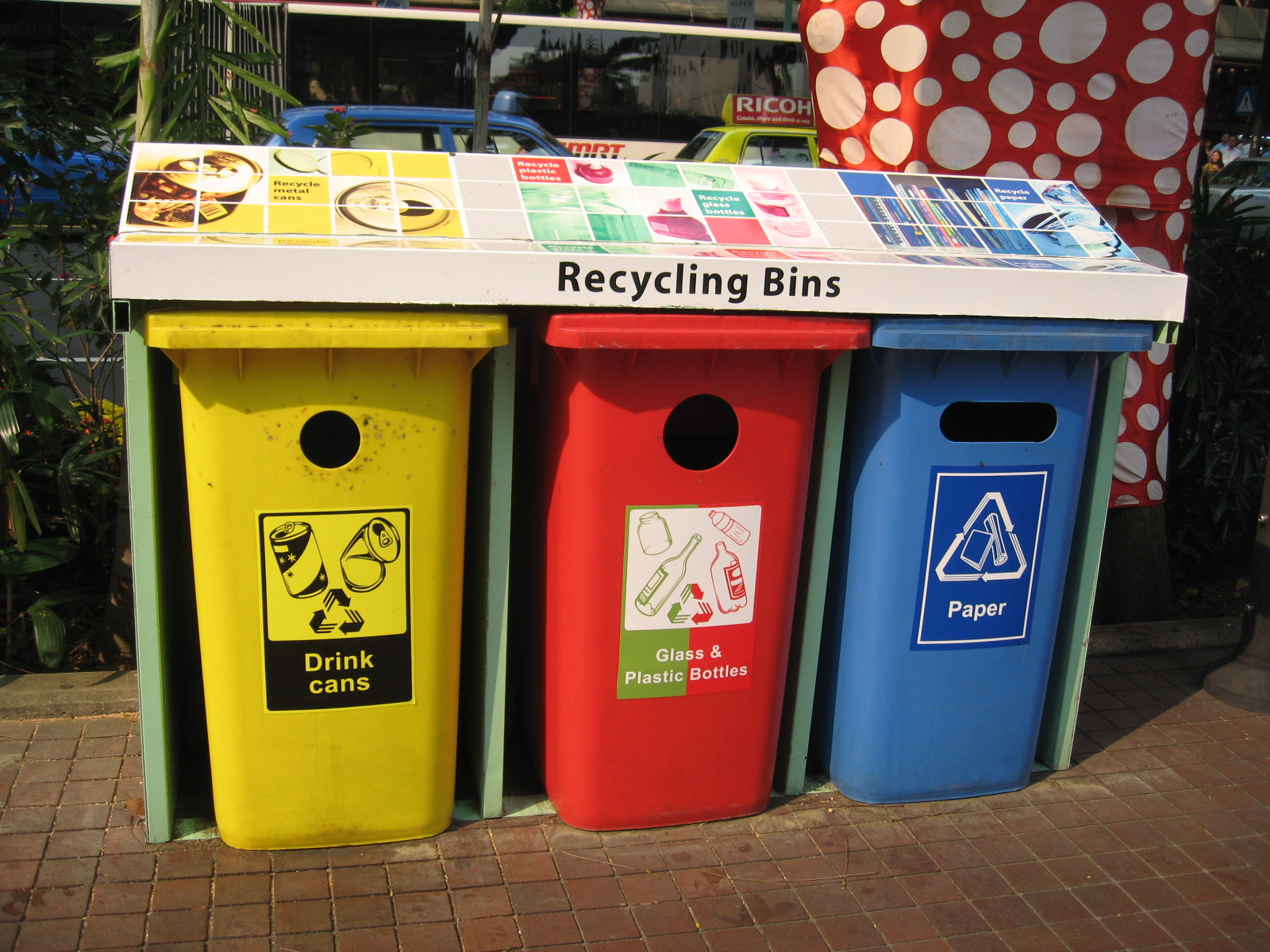
Behållare för källsortering i Singapore.

Källsortering, fraktionsseparering, av avfall vid den plats där avfallet uppstår, i motsats till central sortering magnetiskt, optiskt, manuellt eller medelst siktning, syftande till fraktionsspecifikt omhändertagande och i synnerhet materialåtervinning.
Att källsortera med miljöhänsyn kallas även sopsortering, att sopsortera.